# Vickers Windsor
El Vickers Windsor fue un bombardero pesado cuatrimotor británico de la época de la Segunda Guerra Mundial, diseñado para realizar vuelos a gran altitud. El Windsor fue diseñado por Barnes Wallis y Rex Pierson en la fábrica Vickers-Armstrongs en Brooklands.
Se construyeron tres prototipos, pero la producción prevista se canceló debido al final de la guerra.

## Diseño y desarrollo
Como posible reemplazo del bombardero mediano Vickers Wellington de antes de la guerra, Vickers había propuesto una serie de diseños. El primero, para cubrir con la misma especificación del Bristol Buckingham y la Especificación B.11/41 del Ministerio del Aire, era de un bombardero medio bimotor de alta velocidad, con torretas controladas a distancia en las góndolas de los motores y armas en el morro. Se consideró que no era lo suficientemente rápido para ser un bombardero rápido ni estaba lo suficientemente bien armado para ser un bombardero medio normal. También se diseñó un desarrollo de cuatro motores del mismo diseño. La posición oficial era que el Wellington se estaba volviendo obsoleto, pero como las fábricas de Vickers se habían establecido sólo para la construcción geodésica, cualquier diseño tendría que basarse en ese método. Vickers estaba trabajando en un Wellington con cabina presurizada para realizar trabajos a gran altitud y el Ministerio estaba interesado en una versión presurizada del Warwick; Lord Beaverbrook apoyó esta iniciativa. El diseño propuesto cambió el ala bimotor del Warwick por un ala elíptica con cuatro motores Merlin. Se esperaba que el avión pudiera alcanzar los 13 000 m (43 000 pies) y llevara 3600 kg de bombas. El contrato por dos prototipos del Warwick estaba cubierto por la Especificación B.5/41 y los trabajos de desarrollo y construcción continuaron hasta septiembre de 1942. A mediados de 1942, el reemplazo del Wellington y el B.5/41 se fusionaron como resultado de una nueva especificación, la B.3/42, por un reemplazo del Lancaster, pero sin rendimiento a gran altitud. Vickers pudo retomar el trabajo ya realizado y adaptar el ala de cuatro motores a un nuevo diseño de fuselaje, y se concedió un contrato para lo que se convertiría en el Windsor. Las alas de los primeros prototipos se construyeron según las especificaciones anteriores y, por lo tanto, se les impusieron límites de peso más bajos.
El Windsor fue diseñado según la Especificación B.5/41 del Ministerio del Aire (posteriormente modificada a la Especificación B.3/42) por un bombardero pesado de gran altitud con un compartimento de tripulación presurizado y capacidad para volar a 555 km/h a 9400 m (31 000 pies). Entre las características destacables del Windsor se incluía su compartimento presurizado para la tripulación. El tren de aterrizaje principal constaba de cuatro soportes oleoneumáticos de una sola rueda, uno en cada góndola del motor. Las armas defensivas estaban montadas en barbetas en la parte trasera de cada góndola exterior, que debían ser operadas de forma remota por un artillero en un compartimento presurizado en el extremo de la cola.
El Windsor utilizaba el cuerpo geodésico y la estructura de ala de Wallis que Vickers había utilizado previamente en los bombarderos Wellesley, Wellington y Warwick. En estos aviones, la resistencia a la flexión de la estructura del ala y la rigidez torsional se calcularon (y diseñaron) como si estuvieran controladas por separado por un único larguero y la construcción de celosía geodésica respectivamente. Sin embargo, las pruebas de las alas demostraron que la estructura geodésica también contribuía a la resistencia a la flexión del ala, por lo que, para el Windsor, Wallis diseñó el ala de modo que la estructura geodésica soportara todas las cargas de torsión y flexión. Esto se logró reduciendo gradualmente el ángulo de la red (45 grados con respecto a la envergadura) en las puntas de las alas a aproximadamente 15 grados en la raíz. No se necesitaba un larguero, por lo que había más espacio para el combustible. Sin larguero, el ala era más flexible que antes y existía la preocupación de que se produjeran deflexiones excesivas en un aterrizaje de emergencia con las alas llenas de combustible. Para limitar la deflexión en la punta del ala, Wallis añadió una pata de tren de aterrizaje adicional en las góndolas de los motores externos. Esto también hizo que el tren de aterrizaje en cada góndola fuera más compacto que los dos grandes soportes utilizados en otros bombarderos pesados británicos. En lugar del recubrimiento de lino irlandés tratado utilizado en los aviones geodésicos anteriores, en el Windsor se utilizó un recubrimiento rígido y ligero. Este fue fabricado a partir de alambres de acero tejidos y cintas de acero inoxidable muy delgadas (0,025 mm de espesor) tratadas con PVC u otro plástico, especialmente diseñadas para evitar su abombamiento. Para ajustar correctamente el recubrimiento a la estructura, fue necesario utilizar un diapasón.
En la cabina sólo había espacio para el único piloto.

## Historia operacional
Sólo se construyeron tres ejemplares (el original más los prototipos sucesivos conocidos como Type 457 y Type 461). Esto se debió a que las mejoras en el bombardero Lancaster existente lo hicieron adecuado para el papel para el que había sido diseñado el Windsor. El primer prototipo, matrícula DW506, voló el 23 de octubre de 1943, el segundo (DW512) el 10 o el 15 de febrero de 1944, y el tercero (NK136) el 11 de julio del mismo año. Los tres fueron construidos en el secreto y disperso Departamento Experimental Foxwarren de Vickers, entre Brooklands y la cercana Cobham. El DW506 se ensambló en Farnborough, el DW512 voló desde Wisley. Los dos últimos prototipos fueron probados hasta el final de la Segunda Guerra Mundial, cuando se canceló su desarrollo y producción.
Después de 40 vuelos, el DW506 se estrelló el 2 de marzo de 1944. Durante las pruebas de vuelo de puesta en bandera de motor, uno de los motores no pudo volver a funcionar y el piloto realizó un aterrizaje de emergencia. El avión se salió de la pista y cayó en una zanja, partiéndose en dos. Su timón fue reutilizado en el DW512. El DW512 tenía más equipamiento instalado (incluido algo de blindaje, pero ningún armamento) que el DW506. Fue inmovilizado en tierra en noviembre de 1945 con el final del proyecto y marcado para su eliminación en junio de 1946. El armamento para el NK136 no estuvo listo hasta enero de 1945 y se probó en tierra en abril. El tiro aéreo comenzó a finales de mayo con el DW512 como avión de cámara acompañante. Tras finalizar su vida de vuelo en noviembre de 1945, el NK136 se convirtió en un avión de instrucción en RAF Manby hasta que fue desguazado en 1948.
Se estaban construyendo dos fuselajes de preproducción: el Type 471 (posteriormente Type 483) NN670, con motores Merlin 85 y un alcance esperado de 4000 millas, estaba casi completo y se estaba preparando para el primer vuelo, mientras que el NN673, que llevaría motores Merlin 100, estaba a medio construir aproximadamente.
El contrato de producción para 300 Windsor Type 483 se había firmado en 1943 y a mediados de 1945 se esperaba que las entregas comenzaran en julio de 1946. Cuando todavía parecía que la guerra contra Japón en el Pacífico continuaría, se pensó que hasta 30 escuadrones podrían equiparse con el Windsor. Sin embargo, en noviembre de 1944 el contrato de producción se había reducido a 100 unidades, luego a 40 y, con el fin de la guerra contra Japón, se canceló por completo.

## Variantes
Type 447
Primer prototipo, matrícula DW506, propulsado por cuatro motores Rolls-Royce Merlin 65 de 981 kW (1315 hp).
Type 457
Segundo prototipo, matrícula DW512, propulsado por cuatro motores Merlin 85 de 1219 kW (1635 hp).
Type 461
Tercer prototipo, matrícula NK136, propulsado por cuatro motores Merlin 85 de 1219 kW (1635 hp), armados con un par de cañones de 20 mm en cada barbeta controlada a distancia en la parte trasera de las góndolas de los motores exteriores, apuntados desde la posición de cola desarmada.
Se propuso un Type 601, también conocido como "Clyde Windsor", que habría sido el Windsor B.II en servicio. Este utilizaría el motor turbohélice Rolls-Royce Clyde con hélices contrarrotativas (si estuvieran disponibles) para alcanzar una velocidad máxima de más de 400 mph. Uno de los Windsor de preproducción pedidos (el NN673) habría sido equipado con motores Clyde como prototipo. Cuando se canceló la producción, Vickers solicitó que uno de los prototipos de Windsor pudiera equiparse con los motores Clyde para investigación, pero esto también se canceló a principios de 1946.
El Type 482 cubrió cuatro diseños de aviones de pasajeros civiles basados en el Windsor. En noviembre de 1943, eran un avión continental no presurizado (40 asientos) o de ruta Empire (24 asientos/18 literas) y un avión transatlántico (también 24/18). En enero de 1944 le siguieron diseños presurizados, uno con fuselaje de recubrimiento sujeto a esfuerzos y el otro recubierto por Geosteel, siendo la cabina de presión una bolsa de goma dentro de la estructura.

## Operadores
Reino Unido
- Real Fuerza Aérea

## Especificaciones (Windsor Type 447)
Referencia datos: Vickers Aircraft since 1908

### Características generales
- Tripulación: Seis-siete[14]
- Longitud: 23,4 m (76,8 ft)
- Envergadura: 35,7 m (117,2 ft)
- Altura: 7 m (23 ft)
- Superficie alar: 115,9 m² (1247,6 ft²)
- Peso vacío: 17 511 kg (38 594,2 lb)
- Peso cargado: 24 494 kg (53 984,8 lb)
- Planta motriz: 4× motor lineal V12 refrigerado por líquido Rolls-Royce Merlin 65. cada uno.
- Hélices: 1× de cuatro palas de paso variable por motor.

### Rendimiento
- Velocidad máxima operativa (Vno): 510 km/h (317 MPH; 275 kt) a 7000 m (23 000 pies)
- Alcance: 4650 km (2511 nmi; 2889 mi) con carga de bombas de 3600 kg
- Techo de vuelo: 8310 m (27 264 ft)
- Régimen de ascenso: 6,4 m/s (1260 ft/min)

### Armamento
- Cañones: 

  - 4 de 20 mm en barbetas de control remoto disparando hacia atrás[14]
- Bombas: Alrededor de 6800 kg[14]

## Aeronaves relacionadas

### Aeronaves similares
- Avro Lancaster
- Avro Lincoln
- Handley Page Halifax
- Heinkel He 177B
- Junkers Ju 488

### Secuencias de designación
- Secuencia Numérica (interna de Vickers): ← 427 - 428-431 - 432 - 433 - 435-443 - 444 - 445 - 446 - 447 - 448 - 449 - 451 -- 454 - 455 - 456 - 457 - 458 - 459 - 460 - 461 - 462 - 463 - 464 -- 467 - 469 - 470 - 471 - 473 - 474 - 475 - 478 - 479 - 480 - 481 - 483 - 485- 486 - 487 -- 581 - 586 - 587 - 601 - 602 - 604 - 607 →